# Hrabstwo Sawyer
Hrabstwo Sawyer (ang. Sawyer County) – hrabstwo w stanie Wisconsin w Stanach Zjednoczonych.
Obszar całkowity hrabstwa obejmuje powierzchnię 1350,32 mil² (3497,31 km²). Według szacunków United States Census Bureau w roku 2009 miało 16 939 mieszkańców. Jego siedzibą administracyjną jest Hayward.
Hrabstwo zostało utworzone z Ashland i Chippewa w 1883. Nazwa pochodzi od senatora Philetusa Sawyera.
Na obszarze hrabstwa znajdują się rzeki Brunet, Chippewa, Couderay, Flambeau, Little Thornapple, Moose, Namekagon, Thornapple i Totagatic oraz 496 jezior.

## Miasta
- Bass Lake
- Couderay
- Draper
- Edgewater
- Hayward – town
- Hayward – city
- Hunter
- Lenroot
- Meadowbrook
- Meteor
- Ojibwa
- Radisson
- Round Lake
- Sand Lake
- Spider Lake
- Weirgor
- Winter

## Wioski
- Couderay
- Exeland
- Radisson
- Winter

## CDP
- Chief Lake
- Little Round Lake
- New Post
- Reserve